# Hadera

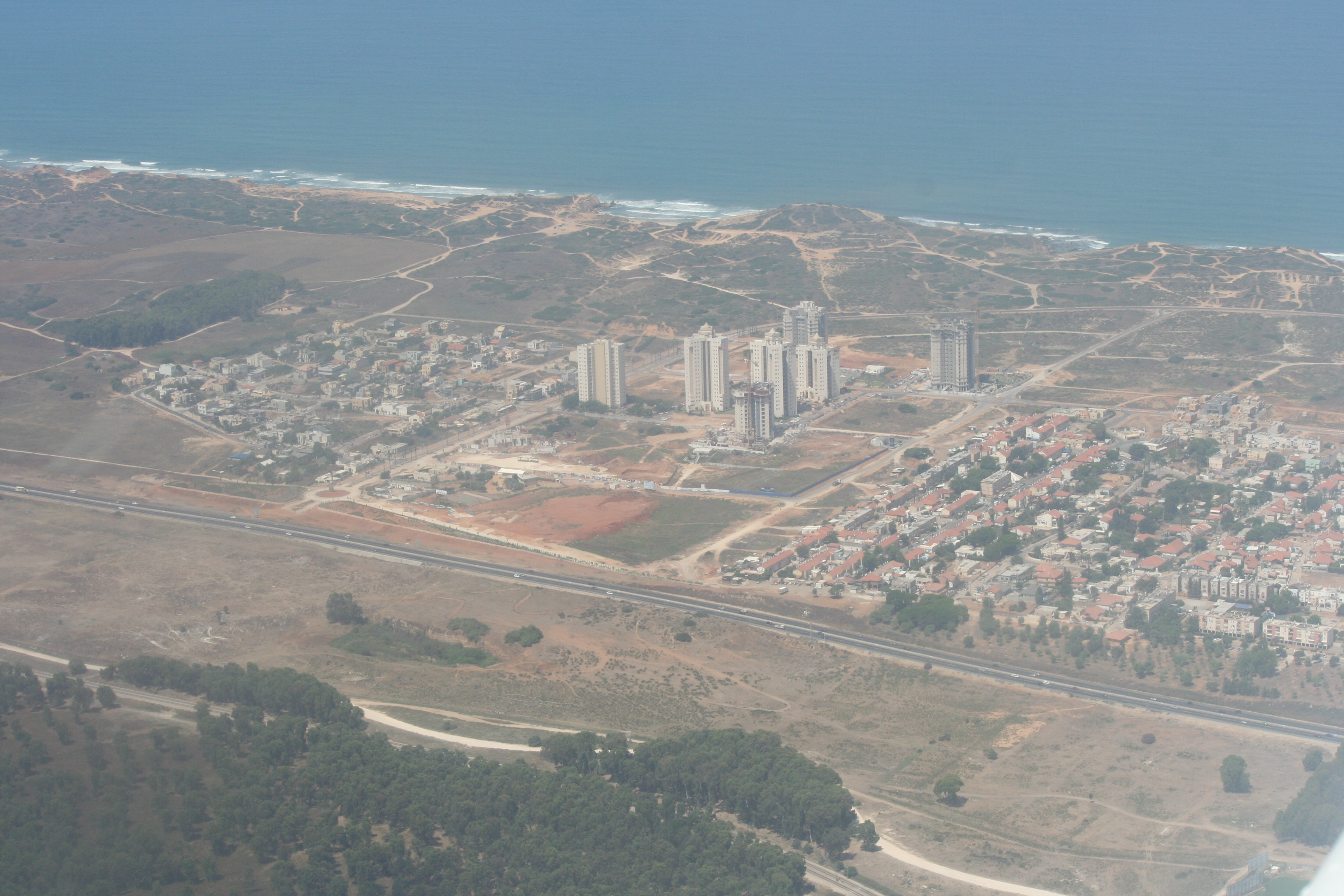
Hadera sett ovanifrån

Hadera är en stad i Haifadistriktet i Israel. Enligt den Centralstatistiska Byrån i Israel var invånarantalet 75 300 i slutet av 2004. Hadera grundades 1890 mellan Tel Aviv och Haifa av ryska och östeuropeiska immigranter som var medlemmar av sionistgruppen Hovevei Zionis. Namnets ursprung kommer från det arabiska ordet h'adra som betyder "grön".
Hadera är hemstad för vindsurfingmästaren Gal Fridman, den förste israelen som tog olympisk guldmedalj.